# Viorica Agarici

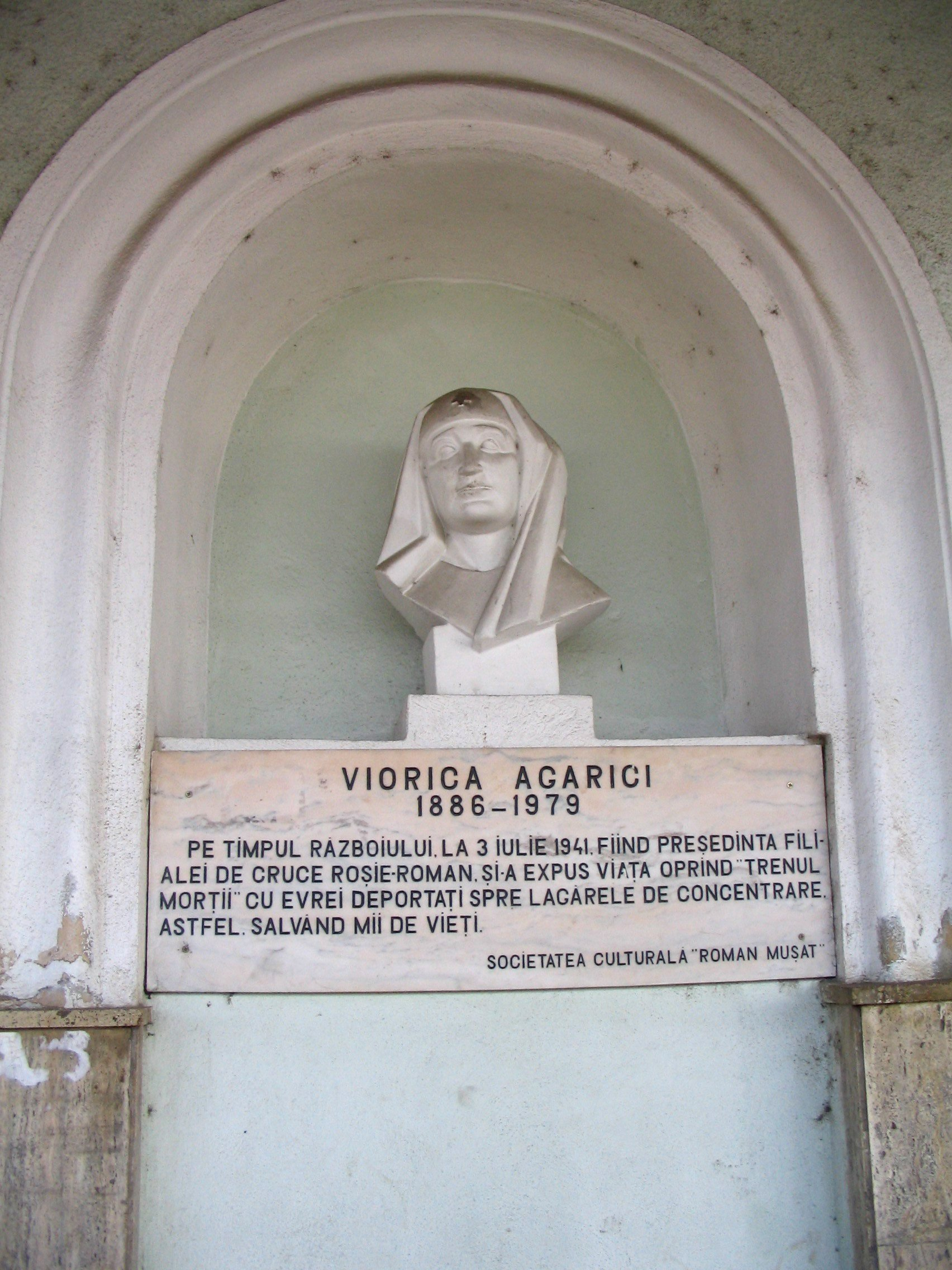
Busto di Viorica Agarici nella stazione ferroviaria di Roman

Viorica Agarici (1886 – 1979) è stata un'infermiera rumena, presidente della locale Croce Rossa nella città di Roman durante la seconda guerra mondiale e il regime di Ion Antonescu. Protettrice della popolazione ebraica durante l'applicazione dell'Olocausto in Romania, è una delle romene tra i Giusti tra le Nazioni commemorate dal popolo israeliano a Yad Vashem.

## Famiglia
Viorica Agarici era la figlia di un ex sindaco di Roman, egli stesso noto per il suo intervento a favore degli ebrei, e che contribuì a fondare la sinagoga locale e la scuola moderna. Era la madre di Horia Agarici, celebre pilota dell'aeronautica militare rumena reale.

## Soccorso degli ebrei nel "treno della morte" del 1941
La notte del 2 luglio 1941, dopo essersi presa cura dell'esercito rumeno ferito proveniente dal fronte orientale, sentì persone lamentarsi da un treno che trasportava sopravvissuti ebrei del pogrom di Iași. I deportati affollati venivano trasportati a Călăraşi senza acqua né cibo. Molti di loro erano morti prima di raggiungere Roman, durante il viaggio da Iaşi (che normalmente impiegava due ore). Il trasporto su cui si trovavano, sotto la supervisione della Gendarmeria, è stato descritto come un "treno della morte". I Gendarmi, istigati dal secondo tenente Aurel Triandaf e dal sottufficiale Anastase Bratu, impedirono ai passeggeri l'accesso all'acqua e spararono a molti di quelli che tentarono di procurarsene. Parallelamente, varie persone del luogo e soldati tentarono di vendere l'acqua delle vittime a prezzi esorbitanti, mentre le truppe, sia locali che tedesche, attaccavano i prigionieri con pietre.
Approfittando della sua posizione, Agarici chiese e ricevette il permesso di dare cibo e acqua ai passeggeri, di consentire loro di lavare e di rimuovere i cadaveri. Questa operazione di pronto soccorso fu realizzata con l'assistenza della Croce Rossa rumena e dei volontari ebrei locali e bloccò il trasporto per un'intera giornata. Secondo un resoconto, Agarici in realtà ordinò alle autorità di obbedire — un colonnello Eraclide probabilmente obbedì per il rispetto che avrebbe potuto avere per il figlio di Agarici. Il 4 luglio, tutti i prigionieri ebrei furono trasferiti su un altro treno, dove ricevettero cibo e acqua (nonostante le condizioni migliorate, 75 morirono durante il viaggio successivo e 69 poco dopo). Di 2.530 persone imbarcate con la forza a Iaşi, solo 1.011 erano ancora vive a Călăraşi. È possibile che il numero originale fosse più elevato e che le perdite fossero sottostimate dai funzionari, che non conservavano le prove di tutti i corpi gettati fuori dal treno.
Le azioni della Agarici furono fortemente condannate dalla comunità di Roman e successivamente dovette rassegnare le dimissioni e trasferirsi a Bucarest. Secondo quanto riferito, fu immediatamente vista come un'eroina e le voci sul suo operato si diffusero in tutto il paese. Nel 1947, tre anni dopo la caduta del re Michael Coup su Antonescu, Aurel Triandaf fu condannato all'ergastolo e ai lavori forzati per crimini di guerra e crimini contro la pace.

## Riconoscimenti
Accanto al riconoscimento di Yad Vashem, Agarici ha ricevuto numerosi riconoscimenti locali: la stazione ferroviaria romana ospita il suo busto e una targa commemorativa e, nell'estate 2005, la sua memoria è stata onorata attraverso una cerimonia ospitata dalle autorità locali e dai rappresentanti della comunità ebraica. Fu anche pubblicamente elogiata dal rabbino Alexandru Șafran, leader della comunità ebraica durante la seconda guerra mondiale, che la citò tra le "persone umane in tempi disumani".